# Kevin Brands
Kevin Brands (Waalwijk, 28 marzo 1988) è un calciatore olandese, attaccante del CHC Den Bosch.

## Carriera
Ha giocato in Eredivisie con Willem II e Cambuur.